# Walter Müller

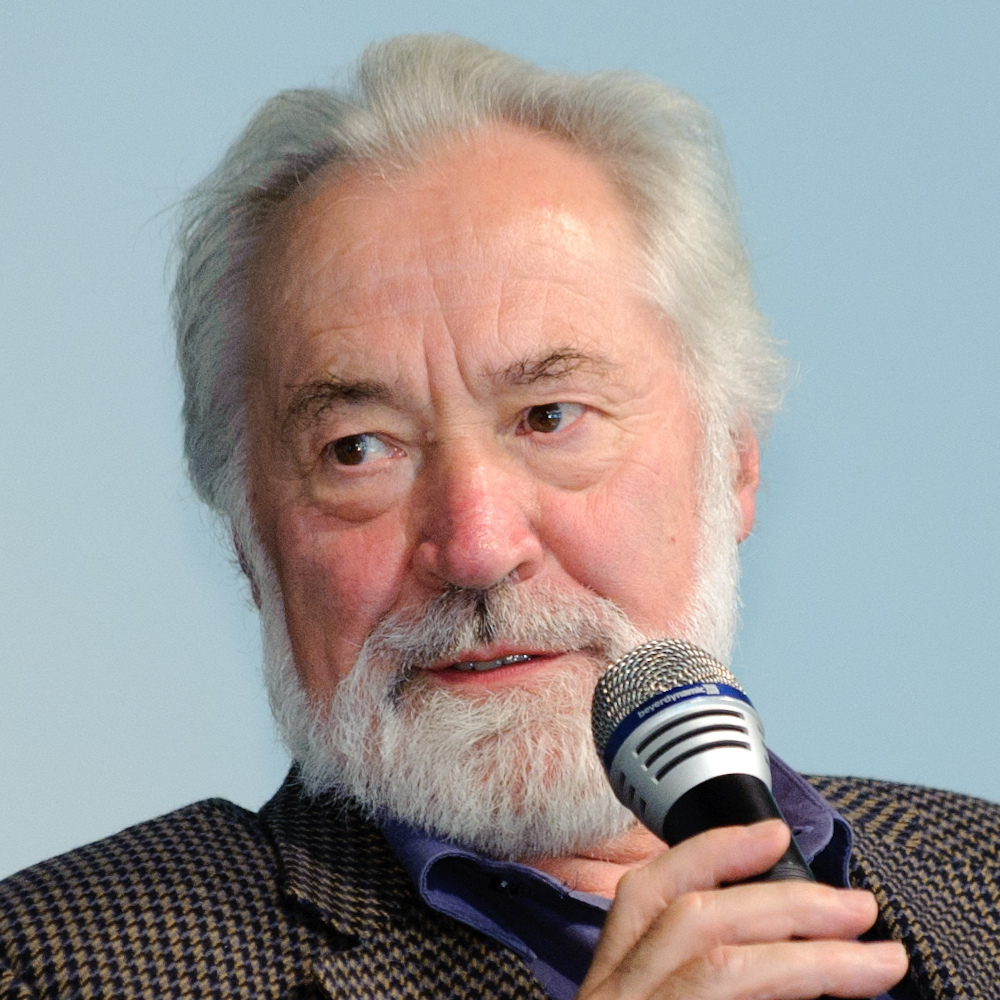
Walter Müller, 2010.

Walter Müller, född 25 januari 1942 i Twerenegg, Menznau, Schweiz, är en schweizisk sociolog. Han är expert på internationella utbildningssystem.
Walter Müller är professor emeritus i sociologi vid Universitetet i Mannheim. Han är sedan 2007 utländsk ledamot av Kungliga Vetenskapsakademien i Stockholm.